# Immacolata al Tiburtino
Immacolata al Tiburtino je kardinálský titulární kostel ustanovený roku 1969 papežem Pavlem VI. Tento kostel se nachází na Via degli Etruschi v Římě. Nechal ho postavit papež Pius X. v letech 1906 až 1909, autorem návrhu byl architekt Costantino Schneider. Prvním titulárním kardinálem se stal Thomas Peter McKeefry, arcibiskup Wellingtonu.

## Titulární kardinálové
| Jméno                    | Funkce                               | Od           | Do           |
| ------------------------ | ------------------------------------ | ------------ | ------------ |
| Thomas Peter McKeefry    | Arcibiskup Wellingtonu (Nový Zéland) | 30. 4. 1969  | 18. 11. 1973 |
| Reginald John Delargey   | Arcibiskup Wellingtonu (Nový Zéland) | 24. 5. 1976  | 29. 1. 1979  |
| Ernesto Corripio Ahumada | Arcibiskup Mexico City               | 30. 6. 1979  | 10. 4. 2008  |
| Raymundo Damasceno Assis | Arcibiskup Aparecidy                 | 20. 11. 2010 | současnost   |